# Schizocoryne
Schizocoryne is een monotypisch mosdiertjesgeslacht uit de  familie van de Lacernidae en de orde Cheilostomatida

## Soort
- Schizocoryne polyfusa Hayward & Winston, 2011